# Vigésima Quarta Emenda à Constituição dos Estados Unidos
A Vigésima Quarta Emenda à Constituição dos Estados Unidos (Amendment XXIV) proíbe tanto o Congresso quanto os estados de condicionar o direito de voto em eleições federais ao pagamento de poll tax ou qualquer outro tipo de imposto. A emenda foi proposta pelo Congresso aos estados em 27 de agosto de 1962 e foi ratificada pelos estados em 23 de janeiro de 1964.
Os estados do sul dos antigos Estados Confederados da América adotaram impostos eleitorais em suas leis e constituições estaduais no final do século 19 e início do século 20. Isso se tornou possível e mais difundido à medida que o Partido Democrata recuperou o controle da maioria dos níveis de governo no Sul nas décadas que se seguiram ao fim da Reconstrução. O objetivo dessas taxas de votação era impedir que afro-americanos e, muitas vezes, brancos pobres (e, após a aprovação da Décima Nona Emenda, mulheres) votassem. O uso de poll taxes pelos estados foi considerado constitucional pela Suprema Corte dos Estados Unidos na decisão do caso Breedlove v. Suttles [en], de 1937.
Quando a 24ª Emenda foi ratificada em 1964, cinco estados ainda mantinham o poll tax: Alabama, Arkansas, Mississippi, Texas e Virgínia. A emenda proibia a exigência de uma taxa de votação para eleitores em eleições federais. No entanto, em 1966, a Suprema Corte dos EUA decidiu, por 6 a 3, no caso Harper v. Virginia State Board of Elections, que as taxas de votação para qualquer nível de eleição eram inconstitucionais. A Suprema Corte afirmou que isso violava a Cláusula de Proteção Igualitária da Décima Quarta Emenda. Os litígios subsequentes relacionados aos possíveis efeitos discriminatórios dos requisitos de registro de eleitores geralmente se baseiam na aplicação dessa cláusula.

## Texto
Seção 1. O direito dos cidadãos dos Estados Unidos de votar em qualquer eleição primária ou outra eleição para Presidente ou Vice-Presidente, para eleitores para Presidente ou Vice-Presidente, ou para Senador ou Representante no Congresso, não deverá ser negado ou restringido pelos Estados Unidos ou por qualquer Estado em razão do não pagamento de qualquer poll tax ou outro imposto.

Seção 2. O Congresso terá poderes para fazer cumprir este artigo por meio de legislação apropriada.

## Histórico

Histórico do poll tax por estado de 1868 a 1966.
Poll tax
Poll tax cumulativo (impostos não pagos de anos anteriores também devem ser pagos para votar)
Sem poll tax

No final do século XIX, os estados do sul adotaram o poll tax como requisito para votar, como parte de uma série de leis destinadas a excluir os negros americanos da política, na medida do possível, sem violar a Décima Quinta Emenda. Isso exigia que o voto não fosse limitado por “raça, cor ou condição anterior de servidão”. Todos os eleitores eram obrigados a pagar o poll tax, mas, na prática, isso afetava mais os pobres e, principalmente, os afro-americanos e os eleitores brancos pobres, alguns dos quais haviam votado em candidatos populistas e fusionistas no final do século XIX, prejudicando temporariamente o governo democrata. Os defensores do poll tax minimizaram esse aspecto e garantiram aos eleitores brancos que eles não seriam afetados. A aprovação de impostos sobre as pesquisas eleitorais começou efetivamente na década de 1890, pois os democratas queriam evitar outra coalizão populista-republicana. Apesar da violência e da fraude nas eleições, os afro-americanos ainda estavam conquistando várias cadeiras locais. Em 1902, todos os onze estados da antiga Confederação haviam promulgado um imposto eleitoral, muitos deles dentro de novas constituições que continham outras disposições como barreiras ao registro de eleitores, como testes de alfabetização ou compreensão administrados subjetivamente por funcionários brancos. O poll tax foi usado em conjunto com outros dispositivos, como cláusulas de anterioridade [en] e as “primárias brancas”, criadas para excluir os negros, além de ameaças e atos de violência. No Arkansas, por exemplo, os possíveis eleitores tinham de ser “avaliados” e os negros eram totalmente ignorados na avaliação.

De 1900 a 1937, esse uso do poll tax foi praticamente ignorado pelo governo federal. Várias iniciativas em nível estadual revogaram os poll taxes durante esse período por dois motivos: primeiro, porque incentivavam a corrupção, uma vez que pessoas ricas podiam e pagavam os poll taxes de outras pessoas; segundo, porque desestimulavam o voto branco mais do que muitos políticos populistas sulistas desejavam. O poll tax resistiu a um desafio jurídico no caso Breedlove v. Suttles, da Suprema Corte, em 1937, que decidiu por unanimidade que:
[O] privilégio de votar não é derivado dos Estados Unidos, mas é conferido pelo estado e, salvo restrições impostas pela Décima Quinta e Décima Nona Emendas e outras disposições da Constituição Federal, o estado pode condicionar o sufrágio conforme julgar apropriado.
A questão permaneceu em destaque, já que a maioria dos afro-americanos do Sul não tinha direito a voto. O presidente Franklin D. Roosevelt se manifestou contra o imposto e o chamou publicamente de “um resquício do período revolucionário” que o país já havia superado. No entanto, os democratas liberais favorecidos por Roosevelt no Sul perderam nas primárias de 1938 para os conservadores democratas do Sul, e ele desistiu do assunto. Ele achava que precisava dos votos dos democratas do sul para aprovar os programas do New Deal e não queria antagonizá-los ainda mais. Ainda assim, os esforços em nível de Congresso para abolir o poll tax continuaram. Um projeto de lei de 1939 para abolir o poll tax nas eleições federais foi bloqueado pelo Bloco do Sul, que era composto por legisladores cuja longa permanência no cargo em uma região de partido único lhes dava prioridade e comando de várias presidências de comitês importantes. Uma petição de quitação [en] conseguiu forçar a apreciação do projeto de lei, e a Câmara o aprovou por 254 a 84. No entanto, o projeto de lei não conseguiu derrotar uma obstrução no Senado pelos senadores do Sul e alguns aliados do Norte que valorizavam o apoio dos poderosos e veteranos representantes do Sul. Esse projeto de lei seria reapresentado nos vários Congressos seguintes. Foi o que mais se aproximou da aprovação durante a Segunda Guerra Mundial, quando os oponentes apresentaram a abolição como um meio de ajudar os soldados no exterior a votar. Entretanto, depois de saber que a decisão da Suprema Corte dos EUA no caso Smith v. Allwright (1944) proibia o uso de “primárias brancas”, o bloco sulista se recusou a aprovar a abolição do poll tax.
Em 1946, o Senado quase aprovou o projeto de lei. 24 democratas e 15 republicanos aprovaram o fim do debate, enquanto 7 democratas não sulistas e 7 republicanos se juntaram aos 19 democratas sulistas na oposição. O resultado foi uma votação de 39 a 33 a favor do projeto de lei, mas para encerrar a obstrução era necessária uma maioria de dois terços de 48 votos na época e, portanto, o projeto de lei não foi votado. Aqueles que eram a favor da abolição do poll tax consideraram uma emenda constitucional após a derrota de 1946, mas essa ideia também não avançou.
O teor do debate mudou na década de 1940. Os políticos sulistas tentaram reformular a discussão como uma questão constitucional, mas a correspondência privada indica que a privação de direitos dos negros ainda era a verdadeira preocupação. O senador do Mississippi, Theodore Bilbo [en], declarou: “Se o projeto de lei do poll tax for aprovado, a próxima etapa será uma tentativa de remover a qualificação de registro, a qualificação educacional dos negros. Se isso for feito, não teremos como impedir os negros de votar”. Esse temor explica por que até mesmo os senadores sulistas dos estados que haviam abolido o poll tax ainda se opunham ao projeto de lei; eles não queriam abrir um precedente de que o governo federal poderia interferir nas eleições estaduais.
O presidente Harry S. Truman criou o Comitê Presidencial de Direitos Civis [en], que, entre outras questões, investigou o poll tax. Considerando que a oposição à regulamentação federal do poll tax em 1948 foi alegada como baseada na Constituição, o Comitê observou que uma emenda constitucional poderia ser a melhor maneira de proceder. Ainda assim, pouco ocorreu durante a década de 1950. Os membros do movimento contra o poll tax ficaram quietos durante o frenesi anticomunista do período.
O presidente John F. Kennedy voltou a abordar essa questão. Seu governo pediu ao Congresso que adotasse e enviasse essa emenda aos estados para ratificação. Ele considerava a emenda constitucional a melhor maneira de evitar uma obstrução, já que a alegação de que a abolição federal do poll tax era inconstitucional seria discutível. Ainda assim, alguns liberais se opuseram à ação de Kennedy, achando que uma emenda seria muito lenta em comparação com a legislação. Spessard Holland [en], um democrata conservador da Flórida, apresentou a emenda ao Senado. Ele havia se oposto à maioria das legislações sobre direitos civis durante sua carreira e tentou várias vezes, desde que entrou no Senado dos EUA em 1946, proibir o poll tax, mas não obteve sucesso. O fato de Kennedy ter conseguido seu apoio ajudou a fragmentar a oposição monolítica do Sul à emenda. A ratificação da emenda foi relativamente rápida, acontecendo entre agosto de 1962 e janeiro de 1964.
O presidente Lyndon B. Johnson chamou a emenda de “triunfo da liberdade sobre a restrição” e “uma verificação dos direitos das pessoas”. Os estados que mantiveram o poll tax foram mais reservados. O procurador-geral do Mississippi, Joseph Turner Patterson [en], reclamou da complexidade de dois grupos de eleitores: os que haviam pago o poll tax e podiam votar em todas as eleições e os que não haviam pago e podiam votar somente nas eleições federais. Além disso, os não pagantes ainda podiam ser dissuadidos por exigências como a necessidade de se registrar com muita antecedência da eleição e manter registros desse registro. Alguns estados também continuaram a exercer discriminação na aplicação de testes de alfabetização.

## Proposta e ratificação

Emenda ratificada, 1962-1964
Emenda ratificada após a promulgação, 1977, 1989, 2002, 2009
Emenda rejeitada
Não ratificou a emenda1977: Virgínia; 1989: Carolina do Norte; 2002: Alabama; e 2009: Texas.

O Congresso propôs a Vigésima Quarta Emenda em 27 de agosto de 1962. A emenda foi submetida aos estados em 24 de setembro de 1962, após ter sido aprovada com as maiorias necessárias de dois terços na Câmara e no Senado. A votação final na Câmara foi de 295 a 86 (132 a 15 na Conferência Republicana da Câmara [en] e 163 a 71 na Bancada Democrática da Câmara [en]), com 54 membros votando presentes ou se abstendo, enquanto no Senado a votação final foi de 77 a 16 (30 a 1 na Conferência Republicana do Senado [en] e 47 a 15 na Bancada Democrática do Senado [en]), com 7 membros votando presentes ou se abstendo. Os seguintes estados ratificaram a emenda:
- Illinois (14 de novembro de 1962);
- New Jersey (3 de dezembro de 1962);
- Oregon (25 de janeiro de 1963);
- Montana (28 de janeiro de 1963);
- West Virginia (1º de fevereiro de 1963);
- Nova York (4 de fevereiro de 1963);
- Maryland (6 de fevereiro de 1963);
- Califórnia (7 de fevereiro de 1963);
- Alasca (11 de fevereiro de 1963);
- Rhode Island (14 de fevereiro de 1963);
- Indiana (19 de fevereiro de 1963);
- Utah (20 de fevereiro de 1963);
- Michigan (20 de fevereiro de 1963);
- Colorado (21 de fevereiro de 1963);
- Ohio (27 de fevereiro de 1963);
- Minnesota (27 de fevereiro de 1963);
- Novo México (5 de março de 1963);
- Havaí (6 de março de 1963);
- Dakota do Norte (7 de março de 1963);
- Idaho (8 de março de 1963);
- Washington (14 de março de 1963);
- Vermont (15 de março de 1963);
- Nevada (19 de março de 1963);
- Connecticut (20 de março de 1963);
- Tennessee (21 de março de 1963);
- Pensilvânia (25 de março de 1963);
- Wisconsin (26 de março de 1963);
- Kansas (28 de março de 1963);
- Massachusetts (28 de março de 1963);
- Nebraska (4 de abril de 1963);
- Flórida (18 de abril de 1963);
- Iowa (24 de abril de 1963);
- Delaware (1º de maio de 1963);
- Missouri (13 de maio de 1963);
- New Hampshire (12 de junho de 1963);
- Kentucky (27 de junho de 1963);
- Maine (16 de janeiro de 1964);
- Dakota do Sul (23 de janeiro de 1964);

A ratificação foi concluída em 23 de janeiro de 1964. A ratificação da Geórgia foi abandonada, aparentemente, após a aprovação da Dakota do Sul. A emenda foi posteriormente ratificada pelos seguintes estados:
- Virgínia (25 de fevereiro de 1977);
- Carolina do Norte (3 de maio de 1989);
- Alabama (11 de abril de 2002);
- Texas (22 de maio de 2009);

O seguinte estado rejeitou a emenda:
- Mississippi (20 de dezembro de 1962);

Os seguintes estados não ratificaram a emenda:
- Arizona;
- Arkansas;
- Geórgia;
- Louisiana;
- Oklahoma;
- Carolina do Sul;
- Wyoming;

## Lei pós-ratificação
O Arkansas efetivamente revogou seu poll tax para todas as eleições com a Emenda 51 à Constituição do Arkansas na eleição geral de novembro de 1964, vários meses após a ratificação dessa emenda. A linguagem do poll tax não foi completamente eliminada de sua Constituição até a Emenda 85 em 2008. Dos cinco estados originalmente afetados por essa emenda, o Arkansas foi o único a revogar seu imposto eleitoral; os outros quatro mantiveram suas taxas. Esses impostos foram derrubados em 1966 pela decisão da Suprema Corte dos EUA no caso Harper v. Virginia State Board of Elections (1966), que considerou os impostos eleitorais inconstitucionais até mesmo para eleições estaduais. Os tribunais distritais federais do Alabama e do Texas, respectivamente, derrubaram os impostos eleitorais desses estados menos de dois meses antes da publicação da decisão de Harper.
O estado da Virgínia aceitou a emenda fornecendo uma “cláusula de escape” para o poll tax. Em vez de pagar a taxa de votação, um eleitor em potencial poderia preencher a documentação para obter um certificado que estabelecesse um local de residência na Virgínia. Os documentos deveriam ser apresentados seis meses antes da votação, e o eleitor deveria fornecer uma cópia desse certificado no momento da votação. Esperava-se que essa medida diminuísse o número de eleitores legais. No caso Harman v. Forssenius [en] de 1965, a Suprema Corte considerou essas medidas inconstitucionais por unanimidade. Ela declarou que, para as eleições federais, “o poll tax é absolutamente abolido como pré-requisito para o voto, e nenhum substituto equivalente ou mais brando pode ser imposto”.
Embora não esteja diretamente relacionado à Vigésima Quarta Emenda, o caso Harper considerou que o poll tax era inconstitucional em todos os níveis, não apenas nas eleições federais. A decisão de Harper baseou-se na Cláusula de Proteção Igualitária da Décima Quarta Emenda, e não na Vigésima Quarta Emenda. As questões relacionadas ao fato de os encargos sobre o voto serem equivalentes aos impostos de votação em termos de efeito discriminatório têm sido geralmente litigadas com base na Proteção Igualitária desde então.